# Telecentre

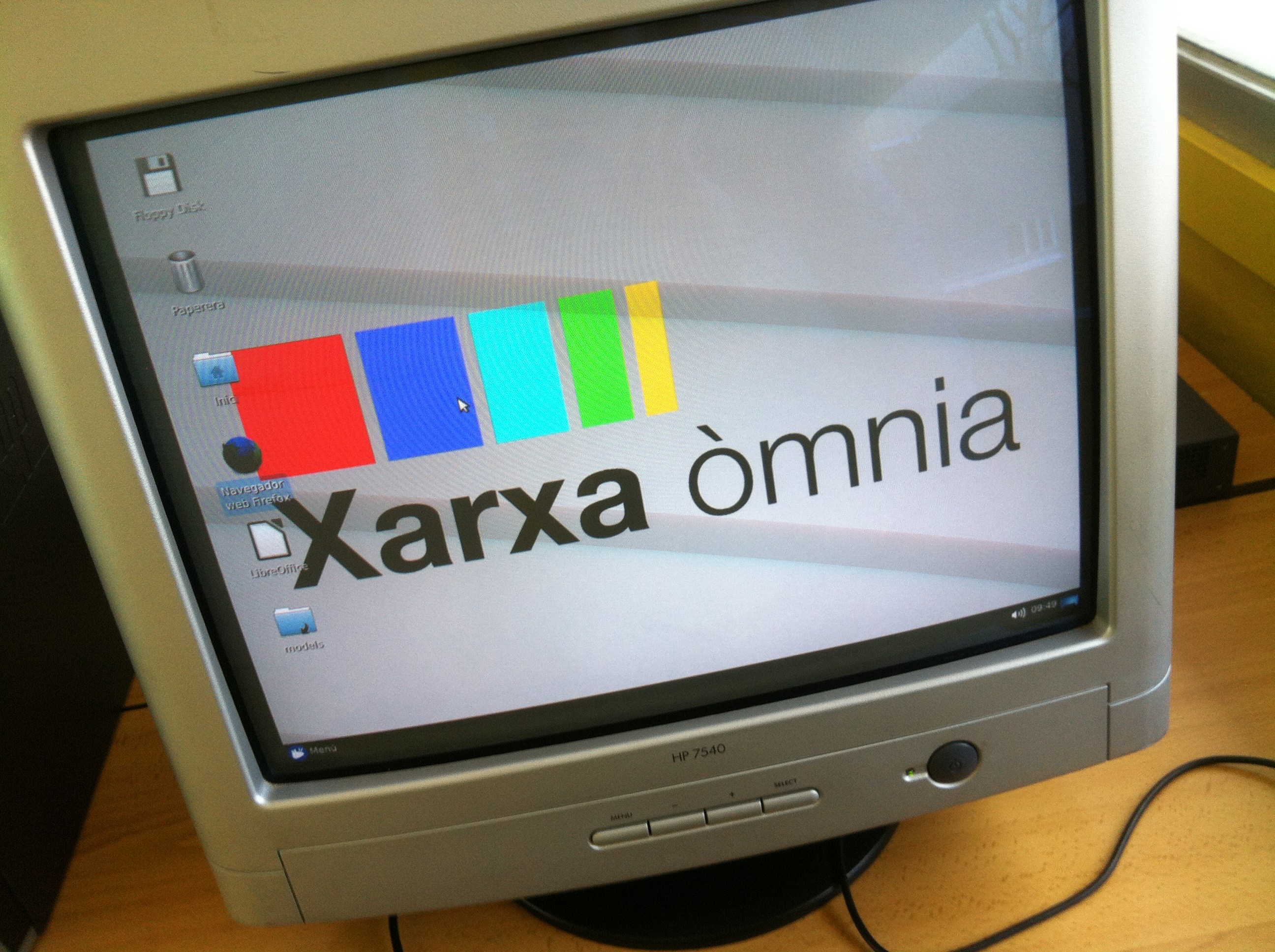
Xarxa Òmnia

Un telecentre és un espai orientat al desenvolupament de processos integrals d'alfabetització digital i d'accés a les noves tecnologies, dotat d'equipament informàtic i ajuda personalitzada, on els usuaris duen a terme accions per a la seva capacitació tecnològica, desenvolupant així les habilitats, destreses i coneixements útils per a incorporar-se a la Societat de la Informació i superar la fractura digital.
Formen part de les estratègies orientades a estendre i garantir un accés universal a les noves tecnologies, a reduir la "fractura digital", desenvolupant noves tecnologies, estratègies i serveis que puguin impulsar el desenvolupament de les zones més desfavorides.
En general els telecentres pretenen donar accés a les TIC d'una manera realista i econòmica als usuaris de les zones rurals i urbà-marginals, concentrant els serveis i les infraestructures bàsiques de telecomunicació en un sol lloc dins de les comunitats.
Això vol dir que un telecentre està obert a tots, que es dirigeix prioritàriament a la població i als llocs que no compten amb mitjans propis d'accés, i que s'orienta a contribuir al desenvolupament i l'apoderament de la comunitat.
Des d'un telecentre es pot realitzar un cerca a Internet, o disposar d'un servei de correu electrònic, usar equips informàtics, rebre formació sobre l'ús d'un ordinador, buscar i avaluar informacions, realitzar tràmits administratius, consultar el compte corrent…
Però en un telecentre també es poden oferir altre tipus de serveis de valor afegit que poden ser d'utilitat per a les comunitats i complementar els serveis públics bàsics. Aquests poden ser des de sistemes d'informació agrícoles o ramaders, fins a aplicacions de telemedicina que permetin fer consultes a experts i diagnòstics a distància, passant per programes de suport a l'educació o de suport a la creació de microempreses, recolzats en els recursos, infraestructures i capacitat de formació que brinda el telecentre.
Actualment estan en marxa gran quantitat de projectes de telecentres al llarg de tot el món, la majoria organitzats en xarxes.